# Calfucurá
Juan Calfucurá o Callvucurá (del mapudungun Kallfükura, 'piedra azul'; de kallfü, 'azul', y kura, 'piedra'; entre Pitrufquén y el lago Colico, Araucanía —actual Chile—, h. siglo XVIII-Salinas Grandes de Macachín o Laguna de Chilli-hué, La Pampa, Argentina, 3 de junio de 1873) fue un cacique o lonco mapuche del lado occidental de la cordillera de los Andes del siglo XIX, pero cuya actividad militar y política se desarrolló principalmente en la actual Argentina y en las áreas controladas por los pueblos indígenas de la región pampeana y de la Patagonia oriental.

## Biografía

### Origen familiar y primeros años
Según la tradición, Calfucurá nació al oeste de los Andes en Llaima, en el Ngulu Mapu; sin embargo, otra versión sitúa su nacimiento entre Pitrufquén y el lago Colico, también en el actual territorio chileno. Posiblemente entre 1760 y 1780. E incluso en una fecha tan tardía como 1790. Sería por tanto, un moluche (nguluche, "occidental") desde el punto de vista de los mapuches asentados al este de los Andes, posiblemente huilliche o pehuenche con algo de sangre huilliche, ya que al llegar a las pampas iba acompañado precisamente de jinetes de esos grupos étnicos. Según autores como Rodolfo Casamiquela, Calfucurá era de estirpe pehuenche. 
Era hijo del cacique Huentecurá (piedra de arriba), nacido hacia 1730, uno de los jefes que había ayudado a José de San Martín en su cruce de los Andes. Tenía por hermanos a Antonio Namuncurá (pie de piedra), padre del cacique Manuel Lefiñancú, y al poderoso toqui Santiago Reuquecurá o Renquecurá (piedra que hace dos -lava de volcán-), que vivió entre 1800 y 1887, líder de numerosas tribus pehuenches, y que podía poner en pie de guerra más de 2500 hombres.

### Cacique general de la Pampa
Hacia 1830 Calfucurá cruzó los Andes y se radicó en la gran llanura pampeana, llamado por los borogas que, habiendo incumplido los acuerdos que tenían con la Provincia de Buenos Aires, recibían constantes reclamos y amenazas por parte del gobernador Juan Manuel de Rosas. 

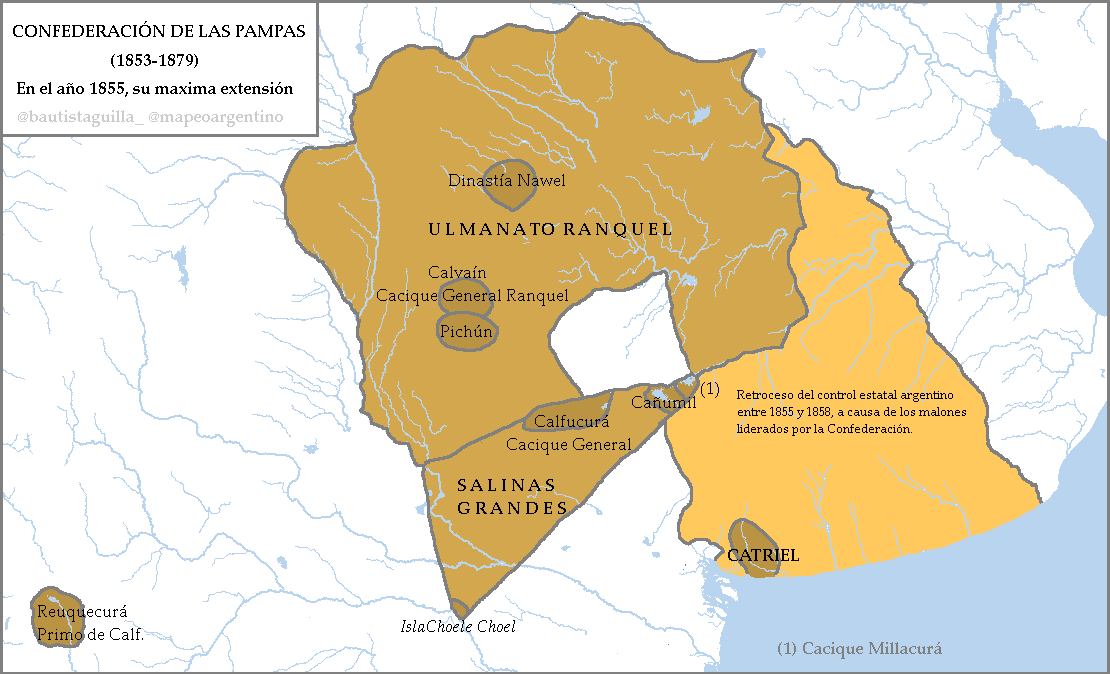
Confederación de las Pampas en el año 1855. El cacicato de Salinas Grandes (gobernado por Calfucurá) era el líder de esta Confederación Indígena.

Estos caciques, especialmente Rondeao y Melín, y tal vez otros como Cañiuquir, Cañuillán y otros, pidieron la protección de Calfucurá. Pero cuando este cruzó los Andes, aquellos habían parlamentado y acordado la paz con Rosas e impidieron que Calfucurá pasara a malonear sobre la provincia, lo que provocó la ira de Calfucurá al verse traicionado. Esto fue agravado incluso más cuando trascendió que habían ejecutado en Tandil al cacique Toriano, muy estimado por Calfucurá, que dirigió la venganza contra Rondeao y Melín y, el 9 de septiembre de 1834, efectuó la masacre de Masallé sobre los borogas, matando a ambos caciques en sus propios toldos ubicados en el paraje homónimo. 
Otra versión dice que Juan Manuel de Rosas mandó a llamar a Calfucurá, mediante el cacique Coñuepán, para eliminar a los borogas de la Pampa que estaban incumpliendo los tratados. Después de matar a los caciques borogas, notificó a los demás caciques de la región que por la voluntad del dios Guenechén él se había erigido en Jefe Supremo del gobierno de las Salinas Grandes (o cacique general de la Pampa). Esta matanza, que logró a traición, ha ensombrecido la memoria de Calfucurá, pero al descabezar a los borogas le fue fácil ganar el mando. 
El acontecimiento demuestra que, entre los pueblos habitantes de la Pampa y Patagonia, no había unidad sino un estado de paz armada entre las tribus, que se quebraba al menor indicio de desconfianza, provocando constantes guerras entre las diversas tribus. La venganza llevada a cabo por Calfucurá contra los borogas le permitió a Rosas agrandar la brecha entre los indígenas de distintas tribus, señalando a Calfucurá como el gran enemigo de los borogas y enemigo del gobierno, alentando a este pueblo a unirse contra Calfucurá. Los borogas reaccionaron auxiliados por tropas blancas de la Fortaleza Protectora Argentina y sus auxiliares indígenas encabezados por Venancio Coñoepán, obligando a Calfucurá a huir por el camino de Chalileo.
Calfucurá formó a partir de 1835 una confederación con base en Chillué o Chilihué ("Nueva Chile" de acuerdo a Estanislao Zeballos, traducción puesta en duda por Magrassi) en las Salinas Grandes. En 1837 derrotó y mató con mil lanzas al cacique mapuche boroga Railef, procedente de la Araucanía, junto a 500 de sus guerreros, en el lugar llamado Quentuco, sobre el río Colorado, después de que este hubiera realizado un malón con 2000 indígenas sobre Buenos Aires, Córdoba y Santa Fe y regresaba a la Araucanía con 100 000 cabezas de ganado.
Calfucurá dominó un extenso territorio que abarcaba la mayor parte de la provincia de Buenos Aires, San Luis y el sur de Mendoza y las actuales de Neuquén, Río Negro y La Pampa, recibiendo el apodo de Emperador de las Pampas. Por su control de las Salinas Grandes del Sur, tenía en su poder tanto un punto estratégico de las "rastrilladas" -que eran las rutas comerciales mapuches en las pampas- como el dominio de la sal, sustancia fundamental en esa época para la conservación de la carne. 
La buena relación de Rosas con Calfucurá recién se dio después de 1841, cuando el cacique se convenció de la imposibilidad de imponerse sobre el gobierno bonaerense. Hasta ese momento, Calfucurá había sido el más acérrimo enemigo de Rosas, como lo fueron los caciques ranqueles Yanquetruz y Painé y otros caciques de origen pehuenche y huilliche. 
Rosas entonces le otorgó a Calfucurá el rango de coronel del ejército de la Provincia de Buenos Aires y entró en alianza con él, como ya la tenía con muchos borogas, tehuelches septentrionales y tehuelches meridionales y huiliches, firmando un pacto por el que debía recibir anualmente 1500 yeguas, 500 vacas, bebidas, ropas, yerba, azúcar y tabaco. Estas mercancías eran redistribuidas por el cacique entre sus aliados, particularmente entre sus pares arribados del oeste de la cordillera, que cubrían sus espaldas de un posible ataque de rivales.
Luego de pactar la paz con Buenos Aires, además, durante los años 1840, Calfucurá consiguió el dominio sobre la región pampeana, se alió con los ranqueles de Painé y con los manzaneros de Valentín Sayhueque, quien hizo la paz con Casimiro Biguá, cacique principal de los tehuelches, lo que también dio a Calfucurá el dominio sobre el norte de la Patagonia. Además, estableció una alianza con los wenteches (arribanos) de la Araucanía del cacique Quilapán y por medio de estos con los pehuenches de Purrán, quienes controlaban los pasos cordilleranos. Estas alianzas le permitieron enfrentar por muchos años y con bastante éxito a los ejércitos chileno y argentino y a sus rivales indígenas, nagches o abajinos de Colipí y Coñoepán en la Araucanía, Catriel (quien supo estar aliado con Calfucurá durante mucho tiempo, como en la Batalla de Sierra Chica) e Ignacio Coliqueo en la pampa.

### Caída de Juan Manuel de Rosas
Calfucurá envió guerreros para que formaran en las filas de Rosas en la Batalla de Caseros, el 3 de febrero de 1852, que culminó con la caída de Rosas y el ascenso del triunfante gobernador de Entre Ríos Justo José de Urquiza. Al día siguiente atacó Bahía Blanca con 5000 guerreros. y robó 65 000 cabezas de ganado. A partir de la caída de Rosas, hizo la guerra al gobierno establecido en la Argentina, aunque con largos períodos de paz entre sus ataques. 
A partir del derrocamiento de Rosas, la pacificación alcanzada hasta el momento con casi todas las tribus de distintos orígenes, y especialmente con Calfucurá, se perdió irremediablemente. Así, la pacificación de las fronteras y el negocio pacífico de los indígenas se destruyó por completo y definitivamente. Aquel mítico soberano de la pampa, que había alcanzado la paz con los "huincas", volvió entonces a la guerra de malones.
Para congraciarse con Urquiza, Calfucurá envió, en 1854, a Paraná - la capital de la Confederación Argentina- a su hijo Manuel Namuncurá, quien se convirtió al catolicismo. En busca de una alianza con Urquiza, arrasó con 5000 guerreros la ciudad de Azul, el 13 de febrero de 1855, causando la muerte de 300 personas, llevándose 150 cautivas y 60 000 cabezas de ganado. Fue perseguido por Bartolomé Mitre, sobre el cual Calfucurá obtuvo la victoria en la Batalla de Sierra Chica (cerca de Olavarría), recibiendo desde entonces el mote de Napoleón del desierto. En septiembre de 1855 derrotó y mató al comandante Nicanor Otamendi junto a 125 de sus soldados en la estancia de San Antonio de Iraola y después saqueó el pueblo de Puntas de Arroyo Tapalqué. Mitre organizó entonces el Ejército de Operaciones del Sur, con 3000 soldados y 12 piezas de artillería al mando del general Manuel Hornos.
El 29 de octubre de 1855 Calfucurá derrotó a Hornos en San Jacinto, entre las sierras de San Jacinto y el arroyo Tapalqué, muriendo del lado gubernamental 18 oficiales y 250 soldados. Luego de esta victoria las fuerzas de Calfucurá atacaron los pueblos de Cabo Corrientes, Azul, Tandil, Cruz de Guerra, Junín, Melincué, Olavarría, Alvear, Bragado y Bahía Blanca. Estos malones provocaron gran temor en toda la frontera y la necesidad de encarar una solución para el problema del indio.
El ejército de Calfucurá en 1856 era estimado en 6000 guerreros: 1500 ranqueles, 2000 "pampas", 1000 "chilenos" (seguidores de él mismo y los caciques Cañumil, Quentriel y demás), 800 araucanos (traídos desde el otro lado de los Andes) y 700 pehuenches. Esto era una prueba clara del control del lonco de un amplio y variado territorio. Calfucurá jamás recibió el apoyo material de su principal aliado, Valentín Sayhueque, quien se negó a participar de los malones realizados por los otros caciques. En buena medida esto se debió a los esfuerzos de la diplomacia porteña de evitar que las numerosas huestes de manzaneros apoyaran a los pampas en su esfuerzo bélico.
Un nuevo gran malón se realizó en junio de 1870. Calfucurá atacó con 3500 a 6000 lanceros Tres Arroyos y la arrasó. Luego, en octubre hizo lo mismo en Bahía Blanca, matando medio centenar de criollos, secuestrando numerosas cautivas y capturando 80 000 cabezas de ganado. Solicitó apoyo de los tehuelches para atacar también Carmen de Patagones, pero estos, entendiendo que su objetivo era hacerles perder el último centro de comercio que les quedaba con los "cristianos", no sólo no lo apoyaron sino que le hicieron saber que la defenderían, por lo que la ciudad se libró del ataque.
En marzo de 1872, tras el ataque a las tolderías de los caciques tehuelches Manuel Grande, Gervasio Chipitruz y Calfuquir por el coronel Francisco de Elías, comandante de la frontera sur con el que había firmado un acuerdo de paz en 1870, entró en Veinticinco de Mayo y se llevó a todos los indígenas que se habían rendido al gobierno, por lo que el presidente Domingo Faustino Sarmiento ordenó atacarlo. Calfucurá declaró formalmente la guerra a Sarmiento y saqueó las ciudades de Veinticinco de Mayo, Alvear y Nueve de Julio con 8000 lanzas, resultando 300 civiles muertos, 500 cautivos y 150 000 a 200 000 cabezas de ganado robadas, pero el 11 de marzo de 1872 fue derrotado en la batalla de San Carlos de Bolívar, en el actual partido bonaerense de Bolívar, por el general Rivas y los guerreros del cacique Catriel.

### Fallecimiento
Calfucurá murió el 3 de junio de 1873, siendo sucedido por su hijo Manuel Namuncurá, aunque estuvo a punto de producirse una guerra civil dentro de su tribu por la sucesión. Manuel tuvo que enfrentar a su hermano primogénito, considerado el legítimo heredero, José Millaquecurá (piedra que es parecida al oro), y a otro hermano, Bernardo Namuncurá, este último apoyado por sus parientes, los caciques Carupancurá (piedra verde del revés o de la espalda), Melicurá (cuatro piedras) y Carumanqueucurá (piedra del cóndor verde), y por su hermano mayor, José Morales Catricurá (piedra partida, dividida).
Manuel era apoyado por su hermano menor, Álvaro Reumaycurá (duro como piedra), también llamado Albarito o Alvarito Rumay, que durante el gran parlamento realizado para decidir quién sería el nuevo jefe se mantuvo cerca con centenares de lanzas. Por esto se organizó un triunvirato formado por Manuel, Bernardo y Álvaro, aunque para 1875 el primero había desplazado a los otros dos y era el líder único de la tribu. Catricurá se sometió a su hermano posteriormente mientras que Millaquecurá murió en combate en 1879.
En 1879, durante la Conquista del Desierto, su tumba fue profanada por soldados a las órdenes de Nicolás Levalle, en venganza por los muertos en manos del cacique. Son muchas las vidas de pobladores rurales que murieron asesinados por lanceros de Calfucurá en sus reiterados ataques a las poblaciones gauchas de la pampa argentina y no pocos de los que padecieron estos ataques se enrolaron en el ejército buscando represalia. Sus restos fueron más tarde transportados al Museo de Ciencias Naturales de La Plata a finales del siglo XIX, en donde permanecen aún. Hay varios pedidos en conflicto para que sean devueltos a sus descendientes.
Su nieto, Ceferino Namuncurá, que murió en Roma en 1905 cuando estudiaba para sacerdote católico salesiano, fue elevado a los altares como beato el 11 de noviembre de 2007.

## Restitución
La Ley 25.517, de fines de 2001, establece que "los restos mortales de aborígenes, cualquiera fuera su característica étnica, que formen parte de museos y/o colecciones públicas o privadas, deberán ser puestos a disposición de los pueblos indígenas y/o comunidades de pertenencia que los reclamen". Comunidades originarias, de Buenos Aires, La Pampa y Neuquén, habían logrado que el 3 de junio de 2020, al cumplirse 146 años de la muerte de Calfulcurá, su cráneo fuera restituido por las autoridades de la Facultad de Ciencias Naturales y Museo de la UNLP y regrese al territorio pampeano, tal como habían acordado los referentes de las comunidades. Sin embargo, debido a la pandemia de COVID-19, este hecho ha sido pospuesto y todavía no se ha acordado nueva fecha para la restitución.

## Leyendas
En torno a la figura de Calfucurá se han tejido numerosas leyendas, incluso mientras estaba con vida. Se decía, por ejemplo, que tenía dos corazones o que tenía a su servicio a un witranallwe (jinete fantasmal) que le ayudaba en las batallas. Según creían sus seguidores, cuando Calfucurá era niño recibió una pequeña piedra cherüwfe (meteorito) de color azul de manos de un huecufu (espíritu maligno), convirtiéndolo en invencible.